# Gustav Mayer (Historiker)

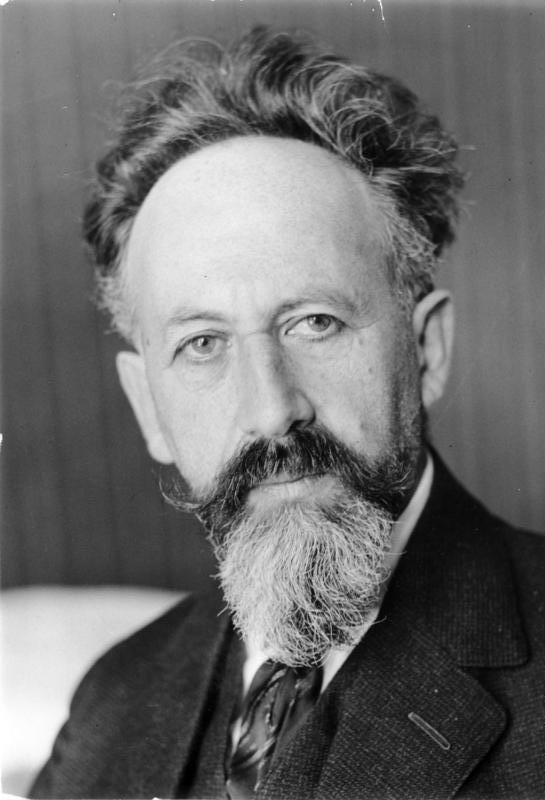
Gustav Mayer, 1931

Gustav Mayer (* 4. Oktober 1871 in Prenzlau; † 21. Februar 1948 in London) war ein deutscher Journalist und Historiker der Arbeiterbewegung.

## Leben
Gustav Mayer, der in einer jüdischen Kaufmannsfamilie aufwuchs, studierte Geschichte und Wirtschaftswissenschaften und wurde 1893 mit einer Arbeit über Lassalle als Sozialökonom in Basel promoviert. Mayer arbeitete von 1896 bis 1906 als Auslandskorrespondent der Frankfurter Zeitung (FZ) in Holland, Belgien und Frankreich.
Politisch sympathisierte Mayer mit dem revisionistischen Flügel der Sozialdemokratischen Partei Deutschlands, war aber kein Mitglied der Partei.
Im Anschluss an seine journalistische Tätigkeit war Mayer eine kurze Zeit Professor in Brüssel. Ab 1905 ermöglichte ihm die Heirat mit Henriette „Flora“ Wolff (1882–1963), die einer wohlhabenden Familie entstammte, eine zweite Karriere als Privatgelehrter und Historiker. Mayer, der seinen Beruf als Journalist nicht mochte, einigte sich mit der FZ darauf, fortan nur noch gelegentlich als freier Mitarbeiter zur Verfügung zu stehen. 1907 wurde der erste Sohn geboren, der zweite folgte 1910. Im Jahr zuvor war die Familie von Heidelberg nach Berlin umgezogen, außerdem veröffentlichte Mayer sein erstes Buch.
Mayer wurde einer der ersten Historiker der deutschen Arbeiterbewegung. Sein Versuch, sich 1918 an der Berliner Universität zu habilitieren, scheiterte indes am Widerstand des nationalkonservativen Historikers Dietrich Schäfer. Erst 1919 verschaffte ihm der sozialdemokratische Kultusminister Konrad Haenisch gegen den Willen der Philosophischen Fakultät eine außerordentliche Professur für die Geschichte der Demokratie und des Sozialismus an der Universität Berlin.
Mayer stand im Kontakt mit Felix Weil, der als Mäzen das Frankfurter Institut für Sozialforschung gründete. Nach dem Tod des eigentlich als Gründungsdirektor vorgesehenen Kurt Albert Gerlach hatte Weil zunächst Mayer als Nachfolger in den Blick genommen. Die Besetzung scheiterte an Mayers Forderung nach einer eigenständigen und von anderen Personen unabhängigen Institutsleitung, was Weil nicht akzeptierte.
Mayer verfasste mehrere Biographien von Führern der deutschen Arbeiterbewegung und edierte mehrere Bände mit Dokumenten zur Geschichte der Arbeiterbewegung. Ein Fous lag dabei auf Ferdinand Lassalle, dessen Nachlass Mayer rettete. Insbesondere seine zweibändige Biografie von Friedrich Engels gilt bis heute als bedeutendes Standardwerk. Nach seiner Entlassung im Gefolge der nationalsozialistischen „Machtergreifung“ 1933 emigrierte er in die Niederlande und 1936 nach Großbritannien, wo er bis zu seinem Tod lebte, unter finanziell schwierigen Bedingungen. Seine Erinnerungen, an denen er bis zuletzt arbeitete und deren Hauptteile er 1944 und 1945 er niederschrieb, erschienen erst 1949 posthum.
Sein Nachlass befindet sich am Internationaal Instituut voor Sociale Geschiedenis in Amsterdam, für das er ab 1936 als wissenschaftlicher Mitarbeiter gearbeitet hatte.

## Schriften (Auswahl)
- Johann Baptist von Schweitzer und die Sozialdemokratie. Ein Beitrag zur Geschichte der deutschen Arbeiterbewegung. Gustav Fischer, Jena 1909 (Reprint Detlev Auvermann, Glashütten im Taunus 1970).
- Neue Beiträge zur Biographie von Karl Marx. In: Archiv für die Geschichte des Sozialismus und der Arbeiterbewegung. Band 10, (Leipzig) 1922-
- Friedrich Engels. Eine Biographie Band 1: Friedrich Engels in seiner Frühzeit. Band 2: Engels und der Aufstieg der Arbeiterbewegung in Europa. 2. Auflage. Martinus Nijhoff, Haag 1934/1934 (Erstausgabe 1920; 1933 eingestampft.[12]; Neuauflage: Herausgegeben und eingeleitet von Stephan Moebius, Springer, Wiesbaden 2022, ISBN 978-3-658-34280-7 und ISBN 978-3-658-34278-4.)
- Ferdinand Lassalle: Nachgelassene Briefe und Schriften. Hrsg. von Gustav Mayer. 6 Bde., Deutsche Verlagsanstalt, Berlin 1921–1925, Historische Kommission München.
- Bismarck und Lassalle. Ihr Briefwechsel und ihre Gespräche. J. H. W. Dietz Nachf., Berlin 1928.
- Erinnerungen. Vom Journalisten zum Historiker der deutschen Arbeiterbewegung. Europaverlag, Zürich 1949.
- Radikalismus, Sozialismus und bürgerliche Demokratie. Hrsg. und mit einem Nachwort versehen von Hans-Ulrich Wehler. Suhrkamp Verlag, Frankfurt am Main 1969 (edition suhrkamp 310).